# 旱河 (丰台区)
旱河是北京市丰台区的一条河流，全长4.8公里，起源于南四环路北侧，汇入凉水河。
2015年，北京对旱河进行治理，共清理了3.06公里河道。治理后旱河可以防20年一遇洪水。
1. ↑  .   [2018-12-29]. （原始内容存档于2018-12-29）.